# Andropodium
Das Andropodium (von altgriechisch ἀνήρ anḗr, Gen. ἀνδρός andrós, deutsch ‚Mann‘ und altgriechisch πούς poús, Gen. ποδός podós, deutsch ‚Fuß‘) ist eine zum Begattungsorgan umgebildete Afterflosse der Hochlandkärpflinge (Goodeinae) und Halbschnabelhechte (Hemiramphidae). Es ist vergleichbar mit dem Gonopodium der Lebendgebärenden Zahnkarpfen (Poeciliinae).
Bei der Begattung wird es in die Geschlechtsöffnung des Weibchens eingeführt, worüber das Sperma zu den noch im Eierstock befindlichen Eiern gelangt, wo diese dann auch befruchtet werden. So ist mit diesem Organ die Befruchtung der Keimzellen im Leib des Weibchens und somit das Lebendgebären möglich.